# エビス堂☆金
『エビス堂☆金』（エビスどうゴールド）は、2011年4月1日から2020年3月20日まで秋田放送で放送されていた情報バラエティ番組である。2011年3月まで土曜9:25枠で放送されていた『週刊エビス堂』のリニューアル版で、同番組と同様に当初から番組連動データ放送を行っている。

## 放送時間
いずれも日本標準時。
- 金曜 16:35 - 17:50 （2011年4月1日 - 2011年9月30日）
- 金曜 16:15 - 17:53 （2011年10月7日 - 2012年6月29日）
- 金曜 15:50 - 17:00 （2012年7月6日 - 2013年3月29日）
- 金曜 15:50 - 16:50 （2013年4月5日 - 2016年3月25日）
- 金曜 15:50 - 16:53 （2016年4月1日 - 2017年3月31日）
- 金曜 15:50 - 16:50 （2017年4月7日 - 2018年9月28日）
- 金曜 16:05 - 16:50 （2018年10月5日 - 2019年3月29日）
- 金曜 15:50 - 16:50 （2019年4月5日 - 2020年3月20日）

## 出演者

### 司会
| 期間     | 期間      | 男性     | 女性     |
| -------- | --------- | -------- | -------- |
| 2011.4.1 | 2013.3.29 | 井関裕貴 | 酒井茉耶 |
| 2013.4.5 | 2016.3.25 | 井関裕貴 | 佐藤有希 |
| 2016.4.1 | 2019.3.29 | 廣田裕司 | 佐藤有希 |
| 2019.4.5 | 2020.3.20 | 廣田裕司 | 関向良子 |

### その他の出演者
- 多可享子 - （2011年4月1日 - 2020年3月20日）　－　JR秋田支社のコーナー「びゅう旅問屋」を担当。
- 瀬田川千秋（料理研究家）（2011年4月1日 - 2020年3月20日） - 「夕食コレカラ・クッキング」を担当。
- 吉村優（2012年4月6日 - 2012年12月28日）
- 清家康広（2012年4月6日 - 2013年9月26日）
- 八重樫葵（2013年1月4日 - 2016年3月25日）
- 椿田恵理子 - 「5じまえヘッドライン」を担当。
- 幸坂理加 - 同上。
- 田村修（2019年1月11日 - 2020年3月20日） - ABS news every.[2]「5じまえヘッドライン」を担当。- 同上。

## スタッフ
- ディレクター：利部昭勇、氏家公一、太田朋考、佐藤郁子、高木一也、梅村康史
- チーフディレクター：長尾景一
- プロデューサー：三瓶晃司
- 協力：フォントワークス株式会社
- 製作著作：秋田放送

## 企画

### レギュラー企画
- 特集G（ゴールド）
- 情報キャッチャー
- 街ぷら訪問記（担当：井関裕貴)
- 井関裕貴の夕食コレカラ・クッキング（担当：井関裕貴、瀬田川千秋）
- 生電話で1万円！キーワードクイズ（担当：井関裕貴、佐藤有希）
- びゅう旅問屋（担当：多可享子）
- 5きげんなエビス堂（担当：井関裕樹、佐藤有希） - 毎月第3週に実施。テレビ岩手『5きげんテレビ』と中継を結ぶ。

### 期間限定企画
- 6週間連続韓国企画（担当：佐藤美知子、松井梨絵子）
- ヨンチャン子育てくらぶ（担当：ささきゆき）
- ヨンチャンポイントプレゼント（2014年9月5日・9月12日のみ）

## インターネット上での展開
エビスドーガ
番組の生放送後に出演者たちが行うトークの動画。番組公式ブログで配信されている。内容は1週間ごとに変わる（過去の動画アーカイブは無し）。『秘密のケンミンSHOW』（読売テレビ）の企画「辞令は突然に… second season 〜奥様はさすらいの女子アナ編〜」の秋田県の回にこの『エビス堂☆金』が登場したことから、企画主演女優の黛英里佳が出演したエビスドーガ特別編がアップされたこともある。
Twitter
番組公式Twitterには、担当アナウンサー・ディレクター・カメラマンなどによるつぶやきが掲載されている。